# Cyornis brunneatus
Cyornis brunneatus е вид птица от семейство Muscicapidae. Видът е световно застрашен, със статут Уязвим.

## Разпространение
Видът е разпространен в Китай, Малайзия, Сингапур, Тайланд и Хонконг.